# أرياب
أرياب منطقة تقع في شمال شرق السودان تقنتها قوميّة البجا واعتمد اقتصاد المنطقة على استخراج الذهب تاريخيّاً وأيضاً اليوم تتواجد هناك شركة أرياب للتعدين التّي تستخرج الذهب والفضة والنحاس من مناجم المنطقة وهي الشركة الوحيدة لتعدين الذهب في السودان.
بدأ العمل كمشروع تعاوني مشترك بين حكومة السودان (الهيئة العامة للأبحاث الجيلوجية) والحكومة الفرنسية في اطار البحث عن المعادن ومصادر المياه في المناطق الريفية في منطقة جبال البحر الأحمر عام 1986م وعند اكتشاف الذهب تم تكثيف العمل لتقييم الخام ثم عمل دراسة الجدوى التي اوصت بتكوين وقيام الشركة في ديسمبر 1991م وهي عبارة عن شراكة بين حكومة السودان والجانب الفرنسي، وتمتلك حكومة السودان النصيب الأكبر في الشراكة (56%).
سميت بشركة أرياب نسبة إلى منطقة أرياب بشرق السودان ، وتعتبر أكبر شركة لتعدين خام الذهب بالسودان وأول شركة تستفيد من قانون تشجيع الاستثمار لعام 1991م في مجال التعدين وصناعة المعادن.
بدأ الإنتاج التجاري للذهب في الشركة عام 1991م وبدأت في التصدير في يناير 1992م